# Gazu, mięczaku, gazu!
Gazu, mięczaku, gazu! (ang. Run Fatboy Run) – brytyjsko-amerykańska komedia z 2007 roku w reżyserii Davida Schwimmera.

## Opis fabuły
Dennis (Simon Pegg) miał ożenić się z Libby. Dziewczyna była z nim w ciąży i wyznaczyli już datę ślubu. Jednak w dniu wesela chłopak rozmyślił się i opuścił narzeczoną. Po latach do Dennisa dociera, że popełnił ogromny błąd. Postanawia odzyskać względy ukochanej. Ma mu w tym pomóc udział w maratonie.

## Obsada
- Simon Pegg – Dennis Doyle
- Thandie Newton – Libby Odell
- Hank Azaria – Whit
- Dylan Moran – Gordon
- Harish Patel – pan Goshdashtidar
- India de Beaufort – Maya Goshdashtidar
- Matthew Fenton – Jake
- Simon Day – Vincent
- Ruth Sheen – Claudine
- Tyrone Huggins – Grover
- Nevan Finegan – Mickey